# Trevor van Riemsdyk
Trevor van Riemsdyk (* 24. července 1991 Middletown Township, New Jersey) je americký hokejový obránce.

## Rodina
Jeho starší bratr James van Riemsdyk je dlouholetým hráčem v NHL, jeho momentálním působištěm je Philadelphia Flyers. Mladší bratr Brendan van Riemsdyk taky hraje hokej, momentálně v juniorské soutěži. Trevora, Jamese a Brendana spojuje University of New Hampshire, kde Trevor a James hrávali, Brendan bude teprve působit.

## Hráčská kariéra

### Juniorská kariéra
Trevor van Riemsdyk se narodil v Middletown Township, New Jersey, kde navštěvoval soukromou katolickou školu (Christian Brothers Academy). Později se s týmem propracoval do soutěže USHS, v sezóně 2008/09 s 11 brankami a 47 asistencí byl nejlepším obránce v týmů. V roce 2009 se přestěhoval do východní juniorské ligy (EJHL), přesněji do klubu New Hampshire Junior Monarchs, ve kterém dosáhl bodového průměru okolo 1,0 na zápas. Kromě toho získal s týmem v sezóně 2010/11 titul EJHL, kde byl osobně oceněn obránce roku. Od roku 2011 navštěvoval University of New Hampshire, následoval svého staršího bratra Jamese. Jako nováček v soutěži nasbíral devatenáct kanadských bodů ze 37 odehraných zápasů. Na konci své první sezóny byl jmenován v Hockey East do All-Rookie týmu. Vzhledem k tomu, že nebyl zařazen do vstupního draftu, se zúčastnil v létě 2012 k pozorování talentů ve Philadelphia Flyers, pro klub neudělal dojem. Nadále pokračoval v univerzitní soutěži.

### Profesionální kariéra
V březnu 2014 podepsal smlouvu s týmem Chicago Blackhawks jako volný hráč. Následně absolvoval s týmem tréninkový kemp před sezónou aby mohl okamžitě hrát v NHL. Debut v NHL uskutečnil 9. října 2014 proti Dallas Stars. V průběhu sezony byl nucen vynechat převážnou část zápasů v základní části, 16. listopadu 2014 si poranil čéšku. Rekonvalescence trvala okolo čtyř měsíců, návrat na led provedl 14. března 2015, na rozehrání byl poslán na farmu Blackhawks v Rockford IceHogs hrající v soutěži AHL. Po sedmi zápasech za IceHogs si způsobil poranění v zápěstí. Po dvouměsíční přestávce již dohrál sezonu za Blackhawks. Přes nedostatek utkání za Blackhawks byl povolán na konci května povolán do družstva, v playoff odehrál čtyři zápasy ve finále Stanley Cupu proti Tampa Bay Lightning. Ve své teprve první sezoně v NHL vyhrál Stanley Cup. Po sezóně prodloužil Chicago jeho kontrakt o následující dva roky. Během působení za Blackhawks, byl v roce 2017 nominován do reprezentačního týmu USA. Debut za národní tým USA byl 5. května 2017 proti Německu. S americkou reprezentací obsadili v mistrovství světa celkové páté místo. Po mistrovství světa byl vybrán v rámci expanzního draftu Vegas Golden Knights.  Za Vegas Golden Knights však neodehrál žádný zápas, jeho hráčská práva byla vyměněna do Caroliny Hurricanes za výběr v sedmém kole vstupního draftu 2018.
V hlavní sestavě Hurricanes se zabydlel a za svou první sezonu v klubu byl platným hráčem, tím si zajistil novou dvouletou smlouvu. Po vypršení smlouvy se stal nechráněným hráčem, 10. října 2020 podepsal jednoletou smlouvu v hodnotě 800 tisíc dolarů s klubem Washington Capitals. Ve Washingtonu především plni roli náhradního obránce, kvůli nabyté sestavě v obranných řadách. I přes roli náhradního obránce mu byla prodloužena smlouva o následující dva roky.

## Ocenění a úspěchy
- 2011 EJHL – Obránce roku
- 2011 EJHL – Nejlepší střelec na pozici obránce
- 2011 EJHL – Nejproduktivnější obránce
- 2012 NCAA (Hockey East) – All-Rookie Tým
- 2013 NCAA (East) – První All-American Tým
- 2013 NCAA (Hockey East) – První All-Star Tým
- 2013 NCAA (New England) – D1 All-Stars

## Prvenství
- Debut v NHL – 9. října 2014 (Dallas Stars proti Chicago Blackhawks)
- První asistence v NHL – 9. listopadu 2014 (Chicago Blackhawks proti San Jose Sharks)
- První gól v NHL – 10. října 2015 (Chicago Blackhawks proti New York Islanders, kanadskému  brankáři Jean-Francois Berube)

## Klubové statistiky
| Sezóna      | Klub                       | Soutěž      |     | Základní část | Základní část | Základní část | Základní část | Základní část |   | Play off | Play off | Play off | Play off | Play off |
| Sezóna      | Klub                       | Soutěž      | Z   | G             | A             | B             | TM            | Z             | G | A        | B        | TM       |          |          |
| 2008/09     | Christian Brothers Academy | NJISAA      | 29  | 11            | 47            | 58            | 18            | —             | — | —        | —        | —        |          |          |
| 2009/10     | New Hampshire Jr. Monarchs | EJHL        | 31  | 8             | 27            | 35            | 4             | 4             | 0 | 3        | 3        | 0        |          |          |
| 2010/11     | New Hampshire Jr. Monarchs | EJHL        | 39  | 16            | 22            | 38            | 20            | 6             | 2 | 3        | 5        | 4        |          |          |
| 2011/12     | U. of New Hampshire        | HE          | 37  | 4             | 15            | 19            | 24            | —             | — | —        | —        | —        |          |          |
| 2012/13     | U. of New Hampshire        | HE          | 39  | 8             | 25            | 33            | 8             | —             | — | —        | —        | —        |          |          |
| 2013/14     | U. of New Hampshire        | HE          | 26  | 4             | 19            | 23            | 10            | —             | — | —        | —        | —        |          |          |
| 2014/15     | Chicago Blackhawks         | NHL         | 18  | 0             | 1             | 1             | 2             | 4             | 0 | 0        | 0        | 0        |          |          |
| 2014/15     | Rockford IceHogs           | AHL         | 8   | 0             | 3             | 3             | 0             | —             | — | —        | —        | —        |          |          |
| 2015/16     | Chicago Blackhawks         | NHL         | 82  | 3             | 11            | 14            | 31            | 7             | 1 | 0        | 1        | 2        |          |          |
| 2016/17     | Chicago Blackhawks         | NHL         | 58  | 5             | 11            | 16            | 29            | 4             | 0 | 0        | 0        | 0        |          |          |
| 2017/18     | Carolina Hurricanes        | NHL         | 79  | 3             | 13            | 16            | 20            | —             | — | —        | —        | —        |          |          |
| 2018/19     | Carolina Hurricanes        | NHL         | 78  | 3             | 11            | 14            | 10            | 9             | 0 | 0        | 0        | 2        |          |          |
| 2019/20     | Carolina Hurricanes        | NHL         | 49  | 1             | 7             | 8             | 10            | 2             | 0 | 1        | 1        | 4        |          |          |
| 2020/21     | Washington Capitals        | NHL         | 20  | 1             | 2             | 3             | 2             | —             | — | —        | —        | —        |          |          |
| 2021/22     | Washington Capitals        | NHL         | 72  | 1             | 16            | 17            | 40            | 6             | 1 | 1        | 2        | 0        |          |          |
| 2022/23     | Washington Capitals        | NHL         | 75  | 7             | 16            | 23            | 15            | —             | — | —        | —        | —        |          |          |
| 2023/24     | Washington Capitals        | NHL         | 70  | 0             | 14            | 14            | 18            | 3             | 0 | 0        | 0        | 0        |          |          |
| NHL celkově | NHL celkově                | NHL celkově | 601 | 24            | 102           | 126           | 177           | 35            | 2 | 2        | 4        | 8        |          |          |

## Reprezentace
| Rok                       | Tým                       | Soutěž                    | Z | G | A | B | TM |
| ------------------------- | ------------------------- | ------------------------- | - | - | - | - | -- |
| 2017                      | USA                       | MS                        | 8 | 0 | 0 | 0 | 2  |
| Seniorská kariéra celkově | Seniorská kariéra celkově | Seniorská kariéra celkově | 8 | 0 | 0 | 0 | 2  |